# Chorisiva
Chorisiva là một chi thực vật có hoa trong họ Cúc (Asteraceae).

## Loài
Chi Chorisiva gồm các loài: